# Старая Донская
Старая Донская (укр. Стара Донська) — балка и ручей, правый приток реки Тилигул, расположенный на территории Березовского района (Одесская область, Украина).

## География
Длина — 11 км. Площадь бассейна — 74,1 км². На протяжении почти всей длины пересыхает, верхнее течение — наименее маловодное. Долина изрезана ярами и промоинами, преимущественно правый берег. Есть пруды. Характерны весенние и летние паводки. 
Берёт начало в селе Новоподольское. Река течёт на юго-восток. Впадает в Тилигул (на 11-м км от её устья) непосредственно восточнее села Донская Балка.
Нижнее течение расположено в границах Тилигульского регионального ландшафтного парка.
Притоки: (от истока к устью) безымянные балки 
Населённые пункты (от истока к устью):
1. Новоподольское
2. Донское[1]
3. Донская Балка